# Hieracium lucens
Hieracium lucens es una especie de planta con flor del género Hieracium, de la familia Asteraceae, orden Asterales.

## Distribución
Hieracium lucens se distribuye por Finlandia.

## Taxonomía
Fue descrita científicamente por Norrl.